# 2043
2043 (MMXLIII) е обикновена година, започваща в четвъртък според Григорианския календар. Тя е 2043-тата година от новата ера, четиридесет и третата от третото хилядолетие и четвъртата от 2040-те.